# Ramon de Cabó
Ramon de Cabó   (Cabó, segle XII - segle XII) va ser un sotsdiaca català, considerat autor d'un dels primers textos en llengua catalana, els Greuges de Guitard Isarn, escrit l'any 1105. Ramon era un eclesiàstic de Cabó, al costat d'Organyà, al servei dels senyors de Caboet. Va néixer, es va educar i va desenvolupar la seva activitat com a escrivà i escriptor al bisbat d'Urgell, dominava el català i el llatí. Tot i que van existir autors anteriors que escrivien texts només en català, és el primer del qual se'n coneix el nom i, per tant, es podria considerar com el "primer escriptor de la literatura catalana".
D’aquest eclesiàstic, identificat per Jesús Alturo i Perucho i Tània Alaix i Gimbert com a autor del Memorial de greuges de Guitard Isarn, se'n conserven dotze altres documents originals redactats en llatí, que permeten constatar el seu alt nivell cultural. Els pergamins es troben a l'Arxiu del Bisbat d'Urgell i a la Biblioteca de Catalunya.